# Mausoleum van Hồ Chí Minh
Het Mausoleum van Hồ Chí Minh is het graf van Hồ Chí Minh. Het bouwwerk staat aan het Quảng trường Ba Đình, een plein in het centrum van de Vietnamese hoofdstad Hanoi.
Het gebouw is 21,6 meter hoog en heeft een lengte van ruim 41 meter. Hồ ligt in het midden van het gebouw opgebaard. Dit ondanks zijn wens om gecremeerd te worden. Dit zou hygiënischer zijn en het zou landbouwgrond schelen. Hồ kan bezichtigd worden in de ochtenden. Wel zijn er strikte regels. Zo mag er niet gefotografeerd of gefilmd worden. Ook zijn er regels op kleding en gedrag. Zo moeten de benen bedekt zijn, bij zowel mannen als vrouwen. Men moet in twee rijen lopen en moet men absoluut stil zijn.

## Achtergrond
Op dit plein las Hồ Chí Minh in 1945 de onafhankelijkheidsverklaring van de Democratische Republiek van Vietnam. Vietnam werd toen onafhankelijk van de Unie van Indochina. Hij las daarbij passages uit de Amerikaanse Onafhankelijkheidsverklaring voor waarbij hij het woord Engeland verving door Frankrijk. Deze verklaring was hem ter beschikking gesteld door een lid van de OSS, een voorloper van de CIA. Vrijwel onmiddellijk hierna werden Hồ en zijn Viet Minh door de Fransen uit Hanoi verdreven en vochten een zware oorlog uit met de Fransen. Dit zou de Eerste Indochinese Oorlog worden.

## Bouw
De bouw van het mausoleum begon op 2 september 1973. De voltooiing van het granieten bouwwerk was op 29 augustus 1975. Het is geïnspireerd door het Mausoleum van Lenin, maar heeft duidelijk Vietnamese kenmerken in de architectuur. Het dak is hier een voorbeeld van. Op het mausoleum staat met rode letters een inscriptie: Chủ tịch Hồ Chí Minh (President Hồ Chí Minh).